# Asdrúbal Pinto de Ulysséa
Asdrúbal Pinto de Ulysséa (* 31. Oktober 1927 in Pedras de Fogo, Paraíba) ist ein ehemaliger brasilianischer Diplomat.

## Leben
Asdrúbal Pinto de Ulysséa ist Bachelor of Laws. Von 1958 bis 1961 war er Gesandtschaftssekretär dritter Klasse in Jakarta, Indonesien. Von 1961 bis 1962 war er Vize-Konsul am Generalkonsulat in Glasgow. Von 1962 bis 1963 war er Generalkonsul in Boston. Von 1963 bis 1964 war er Generalkonsul in Rosario, Argentinien. Von 1967 bis 1969 war er Gesandtschaftssekretär erster Klasse beim UN-Hauptquartier.
Von 11. Mai 1970 bis 11. Februar 1971 war er Gesandtschaftsrat und zeitweise Geschäftsträger in Canberra. Von 1971 bis 1987 war er Vertreter der brasilianischen Regierung bei der Organisation Amerikanischer Staaten. Von 1987 bis 1991 war er Botschafter in Tel Aviv. Ab 1988 war er auch bei der Regierung in Nikosia akkreditiert. Von 1991 bis 1992 war er Botschafter in Havanna. Von 1993 bis 1994 wurde er im Ministerium für Kultur beschäftigt. Von 1994 bis 1998 war er Botschafter von Brasilien in Kiew.